# バラモン

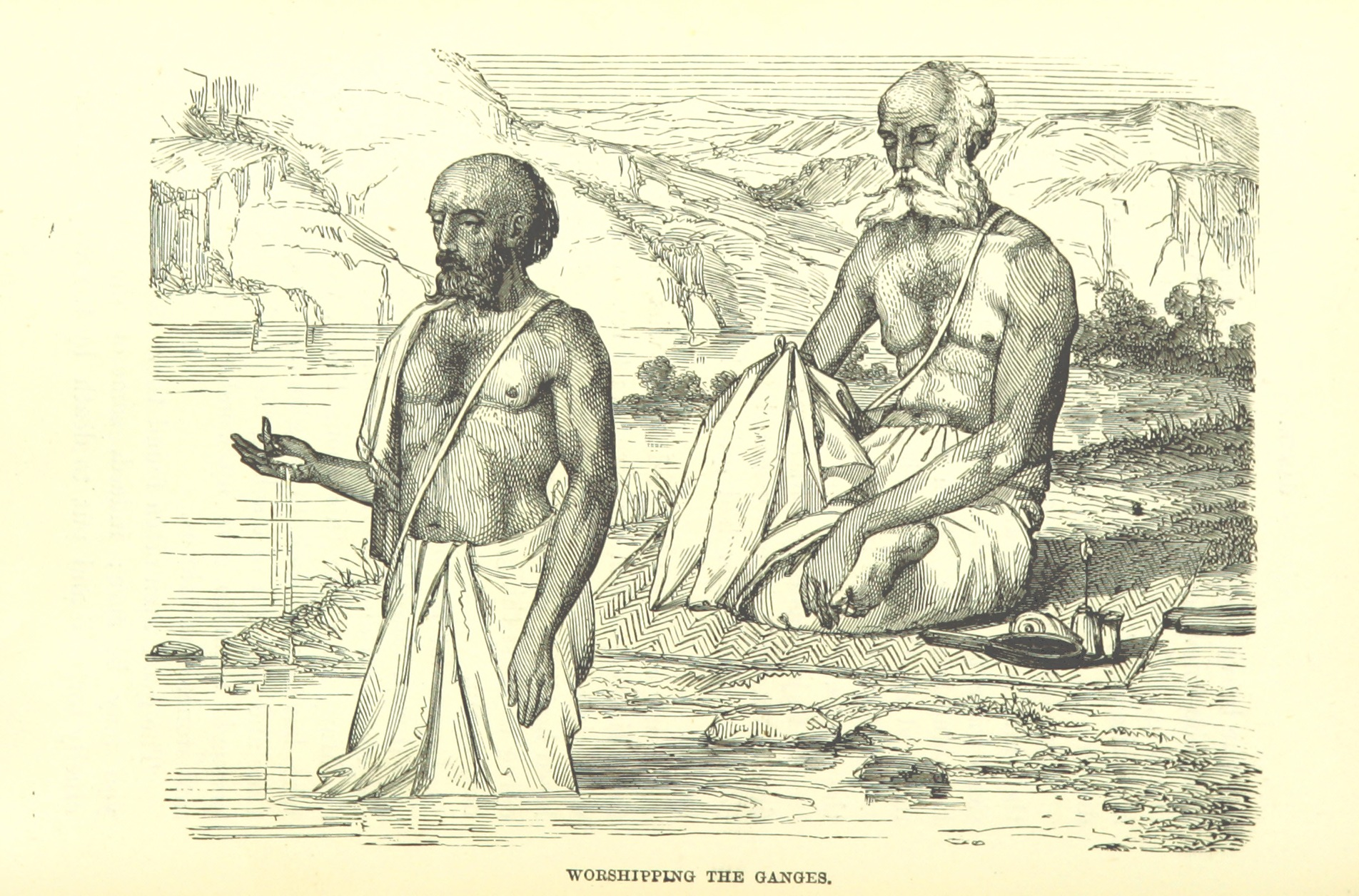
バラモン

バラモン（梵: ब्राह्मण brāhmaṇa, ブラーフマナ、婆羅門）とは、インドのカースト制度の頂点に位置するバラモン教やヒンドゥー教の司祭階級の総称。ブラフミン（梵: brahmin）ともいう。

## 名前の由来
「バラモン」とはサンスクリットの「ブラーフマナ」(brāhmaṇa)を漢訳した際に音写された「婆羅門」をさらにカナ転写させた呼び方であり、正確なサンスクリット語形ではない。
ブラーフマナとは古代インド哲学で宇宙の根本原理を指すブラフマンから派生した形容詞転じて名詞。つまり「ブラフマンに属する（階級）」の意味である。

## 神話的起源
『リグ・ヴェーダ』に収載された「プルシャ賛歌」によれば、神々が祭祀を行うにあたって原人プルシャを切り分けた時、口の部分がバラモンとなり、両腕がラージャニヤ（クシャトリヤ）となり、両腿がヴァイシャとなり、両足はシュードラとなった、という。

## 歴史

### 起源
紀元前13世紀頃、インド・アーリア人が原住民族のドラヴィダ人を支配するためにヴァルナを作り出した。そして自らを最高位の司祭・僧侶階級に置き、ブラーフマナすなわちバラモンと称したのが始まりであると言われている。
こういった歴史的見解は、ヴァルナ（四種姓）の起源を神話上の宇宙論に求めるヒンドゥー教徒の考え方とは相容れないものであった。

### 中近代のバラモン

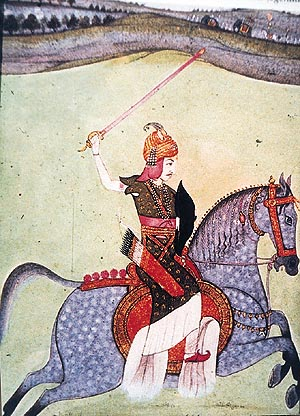
バージー・ラーオ1世、彼はバラモンのマラーター王国宰相である。

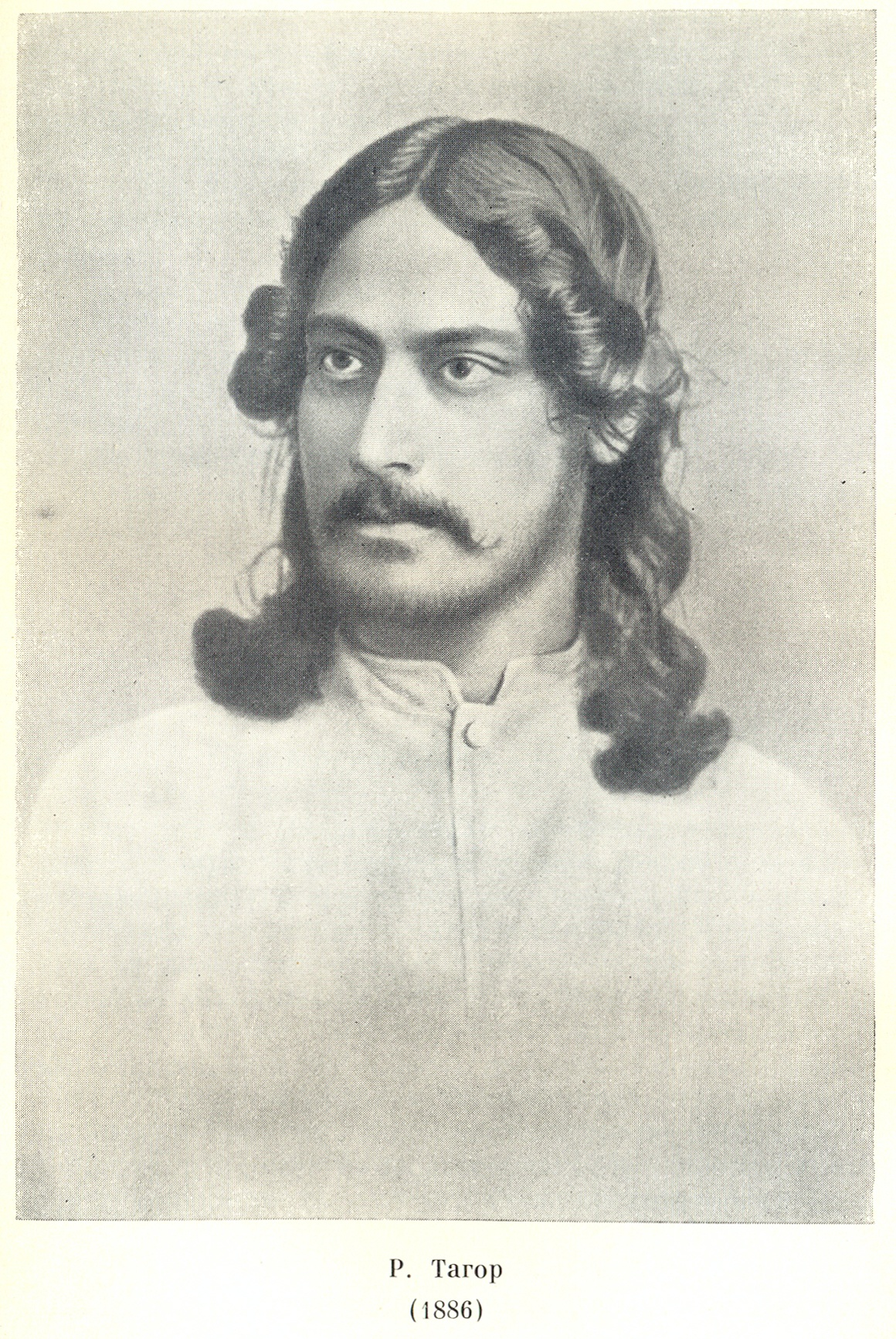
西ベンガル州のバラモン、ラビンドラナート・タゴールの相貌。

12世紀後半以降イスラーム教徒が侵入し、13世紀にはデリー・スルターン朝、16世紀にはムガル帝国が成立したが、バラモンはそれらの支配のもとでヒンドゥー貴族や地方官吏などとなり、依然として高い地位にあった。
また、18世紀にデカン地方を中心に支配したマラーター王国の宰相をはじめとする支配層もバラモンで占められていた。

### 現代のバラモン
2011年の国勢調査によると、インドのバラモンの人口は6500万人であり、全人口の約5%を占める。北部に行くにつれ多くなる傾向にある。

各州におけるバラモンの割合。カースト国勢調査による
16–20%
12–16%
9–12%
4–8%
1–4%
0–1%

## 仏教での用例
バラモン教が説く生まれによるカースト制を、釈迦は業に基づいた理論にて否定した。そのため仏教はヒンドゥー教異端派（ナースティカ）であった。

人は生まれによってバラモンとなるのではなく、生まれによって非バラモンとなるのではない。業によってバラモンとなるのであり、業によって非バラモンとなるのである。

初期仏教の経典の一つ『法句経』（『ダンマパダ』）26:393では、著者（釈迦に擬せられる）は以下のように、出身階級による差別を明確に否定している。同書の第26章「バラモン」全体では、執着を断ち切って安らぎの境地に達し、完成された人をバラモンと呼ぶことを繰り返し強調している。

螺髪を結っているからバラモンなのではない。氏姓によってバラモンなのでもない。生れによってバラモンなのでもない。真実と理法とをまもる人は、安楽である。かれこそ（真の）バラモンなのである。

日本では、渡来したインド人の仏教僧全てを、出身のカーストにかかわらず婆羅門と呼んでいる。